# Arctodiaptomus laticeps
Arctodiaptomus laticeps är en kräftdjursart som först beskrevs av Georg Ossian Sars 1863.  Arctodiaptomus laticeps ingår i släktet Arctodiaptomus, och familjen Diaptomidae. Arten är reproducerande i Sverige.